# Burg Ottenstein (Niedersachsen)
Die Burg Ottenstein ist eine abgegangene Wasserburg der Grafen von Everstein in der Gemeinde Ottenstein im niedersächsischen Landkreis Holzminden.

## Geschichte

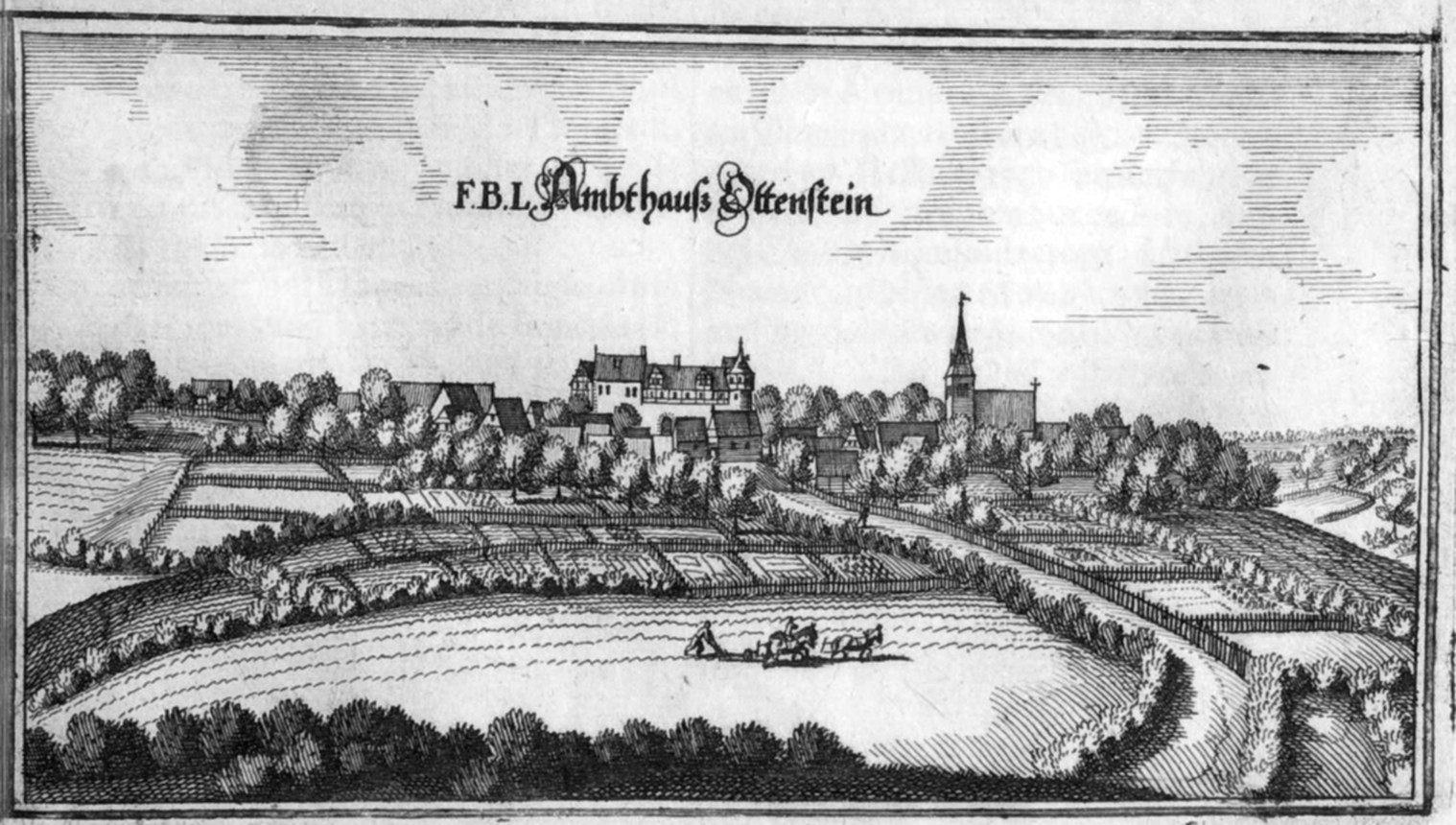
Ottenstein mit der Burg im Merianstich von 1654

Die Burg Ottenstein erhielt ihren Namen von ihrer Errichtung durch einen Grafen Otto von Everstein. Da es insgesamt elf Träger dieses Vornamens in diesem Geschlecht gab, ist der Zeitpunkt ihrer Erbauung entsprechend umstritten. Wahrscheinlich wurde sie durch Graf Otto V. (1260–1312) gegründet. Erstmals ausdrücklich erwähnt wird sie im Jahr 1393, als der letzte Eversteiner Graf, Hermann VII., sie an die Grafschaft Pyrmont verpfändete. Zu diesem Zeitpunkt war durch die Umsiedlung der Einwohner mehrerer Ortschaften schon der Burgflecken entstanden, die heutige Gemeinde Ottenstein. 1408 wurde die Burg wie auch die gesamte Grafschaft Everstein an das Herzogtum Braunschweig-Lüneburg übergeben. Auf der Burg saßen aber weiterhin die Grafen von Pyrmont, da die Anlage an sie verpfändet war. Nach deren Aussterben 1498 ging sie im Erbgang an die Grafen von Spiegelberg. In der Folge war die Burg weiterhin permanent verpfändet, u. a. an die Grafen von Schaumburg-Lippe. 1571 wird erstmals ein Drost auf der Burg erwähnt, sie dient nun als Amtssitz. 1701 wurde die Burg durch Hilmar von Mansberg abgerissen. An ihrer Stelle wurde ein Fachwerkhaus errichtet, das bis 1929 als Amtsgericht Ottenstein diente. Im September 1976 wurde auch dieses Haus abgerissen und ein Bungalow über den Kellergewölben erbaut.

## Beschreibung
Das mittelalterliche Aussehen der Burg Ottenstein ist nicht bekannt, außer dass es sich um eine ungefähr quadratische Wasserburg handelte. Auf einem Stich von Matthäus Merian aus dem Jahr 1654 ist eine Ringmauerburg mit einem runden Eckturm im Südosten, einem Steingebäude an der Südwestecke und einem daran anschließenden Fachwerkgebäude mit Tordurchfahrt zu sehen. An der Westseite steht das Fachwerkgebäude, das 1701 durch ein größeres ersetzt wurde, das als Amtsgericht diente. Die Nordseite war durch Wirtschaftsgebäude aus Fachwerk belegt. Heute ist von der Burg obertägig nichts mehr vorhanden. Einziges Überbleibsel ist ein Mitte des 17. Jahrhunderts errichtetes Steinhaus, das im Merianstich nicht sichtbar auf der Ostseite stand. Dies ist ein dreigeschossiger Bau mit einem Fachwerkobergeschoss. Der zur Burg gehörige Wirtschaftshof lag südlich von ihr. Um 1980 soll nördlich der Burg der ehemalige Wassergraben aufgefunden worden sein.